# ジャスト商事
ジャスト商事株式会社（ジャストしょうじ、JUST-CORP CO.,LTD.）は、かつて存在した中国地方に書店（ブックセンタージャスト）を展開していたジュンテンドーの子会社。島根県益田市に本社を置いていた。

## 概要
島根県、山口県小野田市、広島県庄原市に書店（ブックセンタージャスト）を出店していた。以前は鳥取県、山口県萩市、広島県広島市にも出店しており、岡山県を除く中国地方に店舗展開を行っていた。
2011年9月1日にジュンテンドーへ吸収合併された。
最盛期には13店舗の営業を行なっていたが、業況の変化等により店舗網の大幅縮小を進め、2023年3月に広島県庄原市の庄原店、2024年3月に大田店、同8月に浜田店を相次いで閉店。最後まで益田市で営業を続けていた高津店も2025年4月13日をもって閉店となり、「ブックセンタージャスト」の屋号は消滅し、ジュンテンドーも書店事業から撤退する。

## 沿革
- 1970年（昭和45年）
  - 8月 - 有限会社飯塚順天堂駅前薬局（現・ジュンテンドー）が薬局部門を設立。
  - 12月 - 順天堂土地住宅株式会社を設立。
- 1975年（昭和50年）8月 - 飯塚順天堂駅前薬局から薬局部門を譲受。不動産から薬局へ業態転換し、順天堂薬品株式会社に商号変更。
- 1987年（昭和62年）
  - 6月 - ジャスト商事株式会社に商号変更。
  - 9月 - ブックセンタージャスト（書店）の運営開始。
- 2011年（平成23年）9月 - 株式会社ジュンテンドーに吸収合併され解散。